# Ахмар, Хаджи
Хаджи Ахмар (настоящее имя: Хизирулла Ахмеров; 18 февраля 1929, Хандайлик, Бостандыкский район, Ташкентская область, Узбекская ССР, СССР — 15 января 1993, Ташкент, Узбекистан) — советский и узбекский кинорежиссёр, сценарист и переводчик.

## Биография
Родился Хаджи Ахмар 18 февраля 1929 года в селе Хандайлик.
В 1951 году окончил восточный факультет Ташкентского государственного университета. В 1950—1952 годах работал редактором детских передач Узбекского радиокомитета. В 1953 году окончил одногодичные курсы писателей при Литературном институте имени М. Горького.
В 1960 году окончил режиссёрский факультет Всесоюзного государственного института кинематографии. В 1960—1990 годах — режиссёр-постановщик киностудии «Узбекфильм». Выступил режиссёром ряда художественных и документальных фильмов, а также автором ряда сборников рассказов. Работал переводчиком с русского языка на узбекский язык.
Ушёл из жизни 15 января 1993 года в возрасте 63 лет в Ташкенте.

## Фильмография

### Режиссёр
- 1960 — У животноводов Дона (документальный)
- 1961 — Дочь Ганга (телевизионный)
- 1963 — Песни Тамары (документальный)
- 1964 — Трудный путь
- 1970 — Интеграл
- 1974 — Ласточки прилетают весной
- 1976 — Четыре времени года
- 1981 — Дорогие мои москвичи
- 1990 — Спутник планеты Уран

### Сценарист
- 1970 — Интеграл
- 1973 — След на земле (мультипликационный)
- 1974 — Ласточки прилетают весной
- 1976 — Самый непослушный (мультипликационный)
- 1976 — Четыре времени года
- 1981 — Дорогие мои москвичи
- 1990 — Спутник планеты Уран

### Актёр
- 1970 — Интеграл — эпизод
- 1981 — Дорогие мои москвичи — отец
- 1990 — Спутник планеты Уран — Каул, раджа

## Фестивали и награды
- 1962 — Диплом «За творчески интересную первую самостоятельную работу» над фильмом «Дочь Ганга» на 1-м смотре-соревновании кинематографистов республик Средней Азии и Казахстана